# Marchal (Granada)
Marchal egy község Spanyolországban, Granada tartományban. Marchal Cortes y Graena, Purullena, Guadix és Beas de Guadix községekkel határos. Lakosainak száma 425 fő (2024).

## Népesség
A település népessége az elmúlt években az alábbi módon változott:
| Lakosok száma | 392  | 384  | 403  | 402  | 418  | 428  | 424  | 417  | 414  | 425  |
|               | 2001 | 2004 | 2006 | 2009 | 2011 | 2014 | 2016 | 2019 | 2021 | 2024 |